# There Goes My Baby (Usher)
There Goes My Baby è un brano musicale del cantante statunitense Usher, pubblicato il 15 giugno 2010 come singolo estratto dall'album Raymond v. Raymond.

## Il video
Il video musicale prodotto per There Goes My Baby è stato filmato il 16 giugno 2010 e diretto dal regista Anthony Mandler. Il video è stato presentato in anteprima su 106 & Park e Vevo il 13 luglio 2010.

## Tracce
Digital download
1. There Goes My Baby - 4:44

## Classifiche
| Classifica (2010)        | Posizione più alta |
| ------------------------ | ------------------ |
| US Billboard Hot 100     | 26                 |
| US Hot R&B/Hip-Hop Songs | 2                  |